# Cessna 206
Cessna 205, 206 in 207 so različne verzije imenovane Super Skywagon, Skywagon, Stationair, in Super Skylane - C206 je družina enomotornih propelerskih športnih letal ameriškega proizvajalca Cessna. S ceno $1.2 milijona predstavlja vstopni model v šest sedežna enomotorna letala. Letalo je bilo razvito iz Cessne 210,  C206 ima fiksno pristajalno podvozje. Je eno izmed najbolj proizvajanih letal v zgodovini, skupaj so jih v vseh verzijah naredili od leta 1962 preko 8500 in so še vedno v proizvodnji. Od šest sedežnih letal so naredili večje število samo še Cessen 210, Cirrusov SR22 in Bonanz. V obdobju 1986 do 1998 niso proizvedli nobenega letala v skladu z odločitvijo, da Cessna v tem obdobju ni proizvajala enomotornih letal. Vsa letala imajo original do leta 1986 Continentalove motorje od leta 1998 pa Lycomingove, vse verzije imajo motorje z vbrizgom goriva v sesalni vod valjev. Obstajajo pa v osnovi dve verziji: prva z atmosferskim motorjem in druga performančnejša s turbinsko polnjenim motorjem, ki ima več moči, gre višje in ima boljše pristajalno vzletne zmogljivosti. Problem starejših prisilno polnjenih Continentalovih motorjev je, da orginalno ne posedujejo intercoolerja in se motorji radi pregrevajo zatorej pogosto naknadno z STC-ji vgrajujejo intercoolerje, ki opravljajo te težave.
Kombinacija močnega motorja, robustne konstrukcije in velike kabine je naredila te letala popularna za  goščavska letala, predvsem v Afriki, Aljaski, Avstraliji in Kanadi, kjer se uporabljajo kot letala za prevoz tovora, pošte in ljudi v odmaknjene kraje, kjer pogosto ni urejenih letaliških stez. Lahko se jih opremi tudi s plovci in tako služijo kot hidroplani. Letalo je tudi zelo popularno za letenje panoram. Uporablja se tudi pogosto kot letalo za metanje padalcev, zračno snemanje, zajemanje meteoroloških podatkov na višini in z dodatno opremo celo za obrambo proti toči. V Sloveniji turbinsko polnjeno verzijo tega letala že dolga leta uporablja Letalski center Maribor za protitočno obrambo. 

## Operaterji

### Civilni uporabniki
Letalo je priljubljeno pri podjetjih za letalske čarter in majhnimi prevozniki zračnih prevoznikov, upravljajo pa ga zasebniki in podjetja. Eden največjih operaterjev Cessna 207 je bil Yute Air Alaska, ki je imel floto 12 zrakoplovov.

### Vojaški uporabniki
Argentina
- Argentine Army, 6 × T207[2]

 Bolivija
- Bolivian Air Force, 2 × U206C and 7 × TU206G[3]

 Kolumbija
 Čile
- Chilean Air Force, 1974 -1 980 Cessna 206 (c/n 0001).[4]

 Kostarika
- Public Force of Costa Rica 4x U206s 1985.[5]

 Džibuti
- Djibouti Air Force, 1 × U206G[6]

 Dominikanska republika
 Ekvador
- Ecuadorian Air Force[7]

 Gvatemala
- Guatemalan Air Force 4x U206s  od 1968[8]

 Gvajana
- Guyana Defence Force[navedi vir]

 Indija
 Izrael
- Israeli Air Force

 Madagaskar
- The Malagasy Air Force 5x  Cessna 206 [9]

 Mehika
- Mexican Air Force[10]

 Malezija
 Pakistan
- Pakistan Army Aviation  4x T-206H [11]

 Panama
- Panamanian Air Force 1x Cessna 206 in 1x Cessna 207 od 1984[12]

 Paragvaj
- Paraguayan Air Force 5x U206G
- Paraguayan Naval Aviation 4x U206A/C
- Paraguayan Army Aviation 2x U206G

 Peru
 Filipini
- Philippine Army

 Portugalska
- Portuguese Air Force – 1x Cessna 206 1968–1974.[13]

 Surinam
- Suriname Air Force[14]

 ZDA
- US Army: 2x US Military Academy od 2021.[15][16]

 Urugvaj
- Uruguayan Air Force[17]

 Venezuela
- Venezuelan Army[18]

## Specifikacije (206H Stationair 1998)
Podatki iz Jane's All The World's Aircraft 2003–2004;Jackson 2003, pp. 590–591
Splošne karakteristike
- Posadka: 1 pilot
- Število sedežev: 5 potnikov
- Dolžina: 28 ft 3 in (8,61 m)
- Razpon kril: 36 ft 0 in (10,97 m)
- Višina: 9 ft 3½ in (2,83 m)
- Površina kril: 175,5 ft² (16,30 m²)
- Aeroprofil: NACA 2412 (modificirana)
- Teža praznega letala: 2176 lb (987 kg)
- Maks. vzletna teža: 3600 lb (1633 kg)
- Pogon letala: 1 ×  atmosferski 6-valjni zračnohlajeni protibatni motor Lycoming IO-540-AC1A, 300 KM (224 kW)

 Zmogljivost 
- Maks. hitrost: 174 mph (151  vozlov, 280 km/h) na nivoju morja
- Potovalna hitrost: 163 mph (142 vozlov, 263 km/h) na višini 6200 ft (1890 m)
- Hitrost porušitve vzgona: 63 mph (54 vozlov, 100 km/h)
- Doseg: 840 milj (730 nmi, 1352 km)
- Višina leta: 15700 ft (4785 m)
- Hitrost vzpenjanja: 988 ft/min (5,0 m/s)

## Specifikacije (TU206G Turbo Stationair 6 II 1979)
Podatki iz Cessna Information Manual ;Cessna 1979, pp. ii
Splošne karakteristike
- Posadka: 1 pilot
- Število sedežev: 5 potnikov
- Dolžina: 28 ft 3 in (8,61 m)
- Razpon kril: 36 ft 0 in (10,97 m)
- Višina: 9 ft 3½ in (2,83 m)
- Površina kril: 175,5 ft² (16,30 m²)
- Aeroprofil: NACA 2412 (koren krila)  NACA 2412 mod (konica krila)
- Teža praznega letala: 2044 lb (927 kg)
- Maks. vzletna teža: 3600 lb (1632 kg)
- Pogon letala: 1 ×  Turbinsko polnjen 6-valjni zračnohlajeni bokser z indirektnim vzbrizgom goriva Continental TSIO-520-M, 310 KM (231 kW)

 Zmogljivost 
- Neprekoračljiva hitrost: 183 vozlov (211 mph, 339 km/h)
- Maks. hitrost: 174 vozlov (200 mph, 322 km/h) na višini 17000 ft (5200 m), pri 80% moči
- Potovalna hitrost: 152 vozlov (175 mph, 281 km/h) na višini 10000 ft (3050 m), pri 80% moči
- Hitrost porušitve vzgona: 54 vozlov (63 mph, 100 km/h)
- Doseg: 805 nmi (927 milj, 1491 km, 7.3 h) z rezervoarji 92 USGAL (348 litrov)
- Višina leta: 27000 ft (8230 m)
- Hitrost vzpenjanja: 1010 ft/min (5,1 m/s)